# Craig Beach
Craig Beach és una població dels Estats Units a l'estat d'Ohio. Segons el cens del 2000 tenia 1.254 habitants.

## Demografia
Segons el cens del 2000, Craig Beach tenia 1.254 habitants, 489 habitatges, i 333 famílies. La densitat de població era de 520,6 habitants per km².
Dels 489 habitatges en un 29% hi vivien nens de menys de 18 anys, en un 49,7% hi vivien parelles casades, en un 12,7% dones solteres, i en un 31,9% no eren unitats familiars. En el 24,9% dels habitatges hi vivien persones soles el 8,2% de les quals corresponia a persones de 65 anys o més que vivien soles. El nombre mitjà de persones vivint en cada habitatge era de 2,51 i el nombre mitjà de persones que vivien en cada família era de 3.
Per edats la població es repartia de la següent manera: un 23% tenia menys de 18 anys, un 10% entre 18 i 24, un 31,2% entre 25 i 44, un 25,8% de 45 a 60 i un 9,9% 65 anys o més.
L'edat mediana era de 37 anys. Per cada 100 dones de 18 o més anys hi havia 94,2 homes.
La renda mediana per habitatge era de 38.594 $ i la renda mediana per família de 46.250 $. Els homes tenien una renda mediana de 35.729 $ mentre que les dones 22.500 $. La renda per capita de la població era de 16.630 $. Aproximadament el 6,7% de les famílies i el 13% de la població estaven per davall del llindar de pobresa.

## Poblacions més properes
El següent diagrama mostra les poblacions més properes.